# Sérgio Negão
Sérgio Fortunato de Paula natural da cidade São Caetano do Sul, São Paulo, é skatista na modalidade vertical.

## Biografia
É um dos skatistas profissionais mais velhos em atividade no mundo em sua modalidade. Teve seu primeiro shape assinado pela marca Plancton na década de 1980. Poderia dizer que Sérgio Negão é uma lenda viva do skate[carece de fontes?].

### anos 2000
Em 2007 na abertura do X Games Brasil 2008 na Barra Funda, Memorial da América Latina ele recebe homenagem Superação na Pista.

## Histórico de conquistas

### Premiações Nacionais
- Terceiro lugar 1979 (Suzano):  1º Campeonato de Prancha
- Vice campeão 1982 Itaguará Country Clube: Campeonato Brasileiro
- Quinto lugar 1983 Itaguará Country Clube: Campeonato Brasileiro
- Campeão 1984 Itaguará Country Clube: Campeonato Brasileiro
- Campeão 1984 São Bernardo do Campo: Etapa Inauguração
- Vice campeão 1984: Taça Mirante De Skate
- Campeão 1984: Skate Livre Brasileiro
- Terceiro lugar 1985: Campeonato Ativação
- Campeão 1985: Skate Pelotas
- Vice campeão 1985 Itaguará Country Clube: Campeonato Brasileiro
- Campeão 1986: 1ª Etapa Circuito Plâncton
- Vice campeão 1986 Vitória, Espírito Santo: Vitória Skate Pró
- Vice campeão 1986 Vitória, Espírito Santo:  Skate Invade
- Campeão 1986 Florianópolis: Campeonato meu Amor
- Campeão 1987: Circuito Plâncton de Skate
- Quinto lugar 1987 Itaguará Country Clube: Campeonato Brasileiro
- Vice campeão 1987 Vitória, Espírito Santo: Vitória Skate Pró
- Quarto lugar 1987 Uni Jovem
- Campeão 1987: Campeonato Urgh de Skate
- Campeão 1987 Vitória, Espírito Santo: Itaguará Country Clube: Campeonato Brasileiro
- Quarto Lugar 1987: Alternativa Rock Show
- Terceiro Lugar 1988: Vertical Fespo
- Campeão 1988: União Brasileira de Skate
- Campeão 1988: Fest Jovem, Torneio Mellow Skate
- Campeão 1988: Skate National Open
- Campeão 1988: Domínio Skate Park
- Campeão 1988: Fest Jovem, Circuito Brasileiro Ubs
- Quarto lugar 1988: 1ª Etapa Sea Club Overall Skate Show
- Quarto lugar no ranking 1988:  Sea Club Overall Skate Show
- Campeão 1988: Campeonato Cross Dany de Skate
- Terceiro lugar 1988: Circuito Mad Rats de Skate, Etapa Final
- Campeão 1988: Fico Pepsi Festival
- Terceiro lugar 1988: Circuito Mad Rats, Etapa Grito da Rua
- Sétimo lugar 1989: 3ª Etapa Ubs
- Vice campeão 1989: Plâncton Vert Skate, Ubs Final do Circuito
- Vice campeão 1989: Copa Itaú
- Terceiro lugar 1989: Etapa Mad Rats, Circuito Ubs
- Troféu 1989: O Melhor Skatista da Década de 80
- Sexto lugar 1990: Copa Itaú e C & A
- Sexto lugar 1991: Campeonato Brasileiro
- Décimo segundo lugar 1997: Fera Brasil
- Oitavo lugar 1997: 3ª Etapa Tribo Skate Pró, Ubs
- Oitavo lugar 1998 São Caetano do Sul:  Campeonato Aberto

### Campeonatos Internacionais
- Decimo Lugar 1989 Münster, Alemanha
- Quinto Lugar 1989: Inglaterra, Morum Stadio
- Décimo sétimo lugar 1990: Münster, Alemanha
- Décimo quinto Lugar 1990: França, Le Grand Bornand
- Quinto lugar 1990: França , Lacano
- Décimo sexto lugar 1996: Münster, Alemanha
- Vice campeão 1996 Münster, Alemanha: Campeonato de Bowl
- Décimo sexto lugar 1996: Lausanne, Suíça
- Décimo primeiro lugar 1998: Praga, República Tcheca